# Рассошина (вулкан)
Рассошина — потухший вулкан на полуострове Камчатка, Россия.
Вулкан относится к Срединному вулканическому поясу и Седанкинскому вулканическому району.
Он находится на западном склоне Срединного хребта, в истоках реки Первая Рассошина (приток реки Пирожниковой).
Форма вулкана представляет собой небольшой очень пологий щит с эксцентрично смещенной на восток конусовидной вершиной. В географическом плане вулканическое сооружение имеет изотермичную форму, площадью в 60 км². Объём изверженного материала ~10 км³. Абсолютная высота — 1240 м, относительная: восточных склонов — 400 м, западных — 750 м. На вершине располагается пологий кратер, размерами 0,3×0,5 км.
Состав продуктов извержений представлен базальтами.
Деятельность вулкана относится к голоценовому периоду.